# Джованні Баттіста Зелотті
 Джованні Баттіста Зелотті (італ. Giovanni Battista Zelotti, тобто Баттіста Фарінаті; 1526, Венеція – 1578, Мантуя) — венеційський художник доби відродження, переважно фрескіст.

## Життєпис
Народився у Венеції. Художню майстерність опановував у веронських художників Антоніо Баділе та у Доменіко Річчо, більш відомого як Доменіко Брузазорчі (1561-1567).
На відміну від стилістики маньєризму (пармського та римського зразків), котру розділяв Брузазочі, Зелотті був прихильником врівноваженої ренесансної манери в її декоративному варіанті. В цьому він був найближче до свого сучасника Паоло Веронезе, теж учня Антоніо Баділе і одного з найкращих фрескістів доби. Частку творів він виконав у співдружності із Паоло Веронезе, трохи поступаючись тому у значимості творів.
У зв'язку із скороченням торгівлі з країнами арабського сходу, венеційські багатії почали вкладати гроші у земельні ділянки на террафермі, ви розбудовують вілли та переходять на промислове вирощування рослин. Для венеційських архітекторів, художників-декораторів, скульпторів і садівників відкрились несподівано широкі можливості для творчості. Низинна, місцями болотяна терраферма вкрилась палацовими комплексами з заміськими віллами, пристанями на каналах, регулярними садами, прикрашеними парковими павільйонами та скульптурами. Засобом швидко і недорого прикрасити приміщення віл стала фреска. До створення численних декоративних фресок на террафермі і були залучені венеційські художники різного ступеня обдарованості, серед котрих були — 
- Паоло Веронезе,
- Джованні Баттіста Зелотті,
- Джованні Антоніо Фазоло (1530–1572)
- Бернардино Індія (1528 - 1590),
- Марчелло Фоголіно (1483-1558),
- Джованні Баттіста Маганца старший (1509-1586) тощо.

Зростання майстерності Джованні Баттіста Зелотті було настільки помітним, що його залучили до створення пишних декоративних полотен у Палаці дожів та в Бібліотеці Марчіана в Венеції.
Наприкінці життя художник отримав запрошення на працю до герцогів Мантуї, де працював до власної смерті 28 серпня 1578 року.

## Обрані твори (галерея фресок)

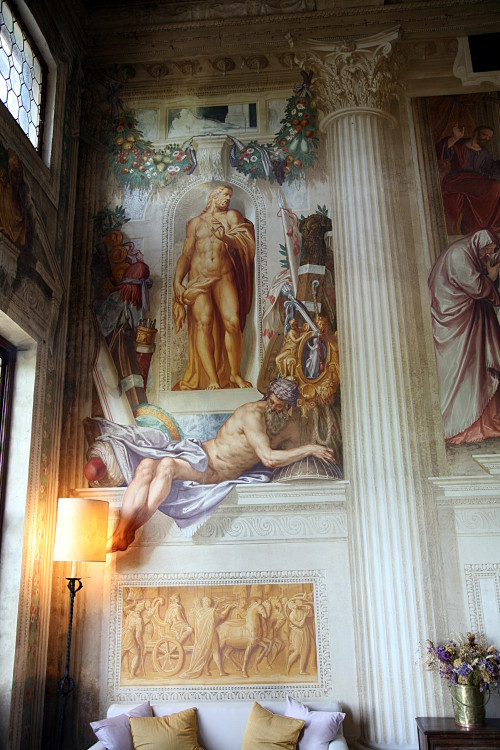
Джованні Баттіста Зелотті. Вілла Емо. Декоративна фреска в Західній залі.

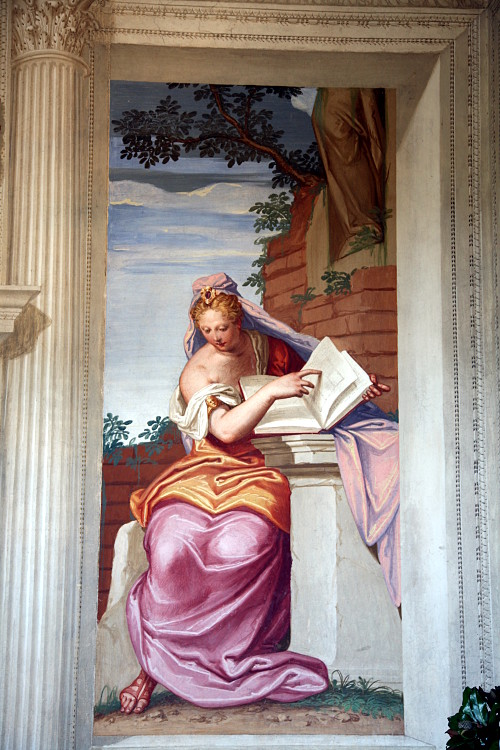
Джованні Баттіста Зелотті. Вілла Емо. «Алегорія архітектури».
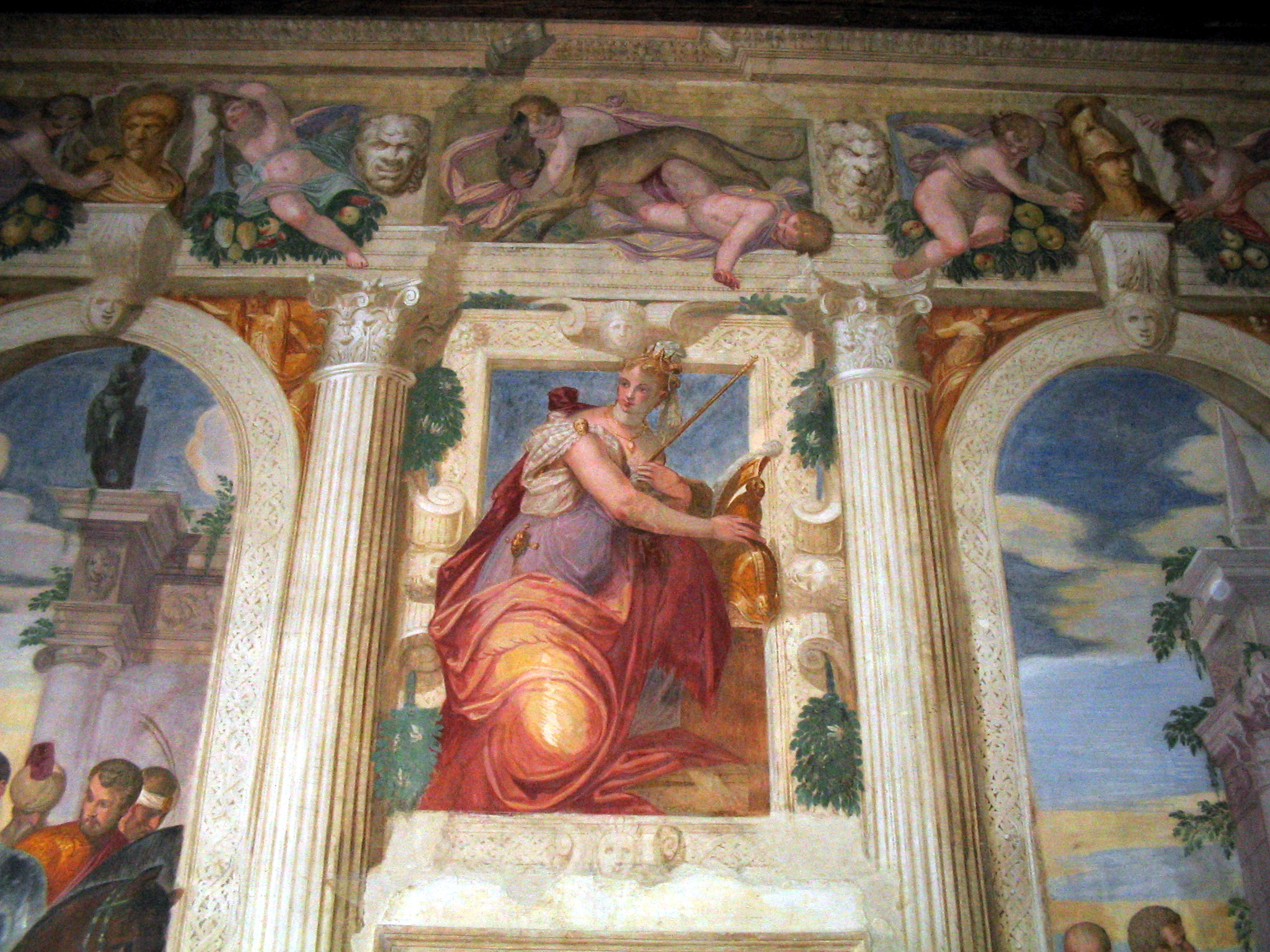
Джованні Баттіста Зелотті. Вілла Кальдоньйо.
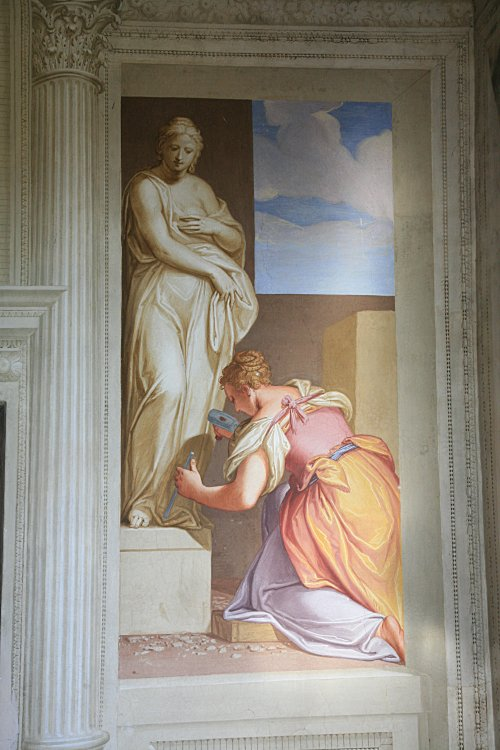
Джованні Баттіста Зелотті. Вілла Емо. «Алегорія скульптури».
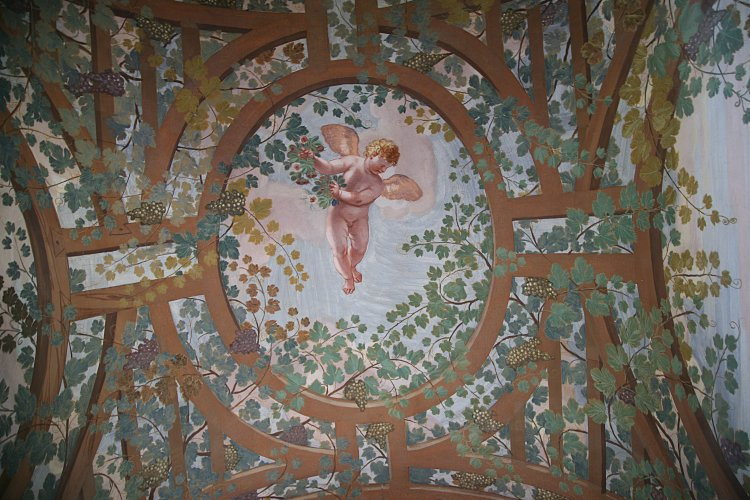
Джованні Баттіста Зелотті. Вілла Емо. Декор на стелі з імітацією альтанки
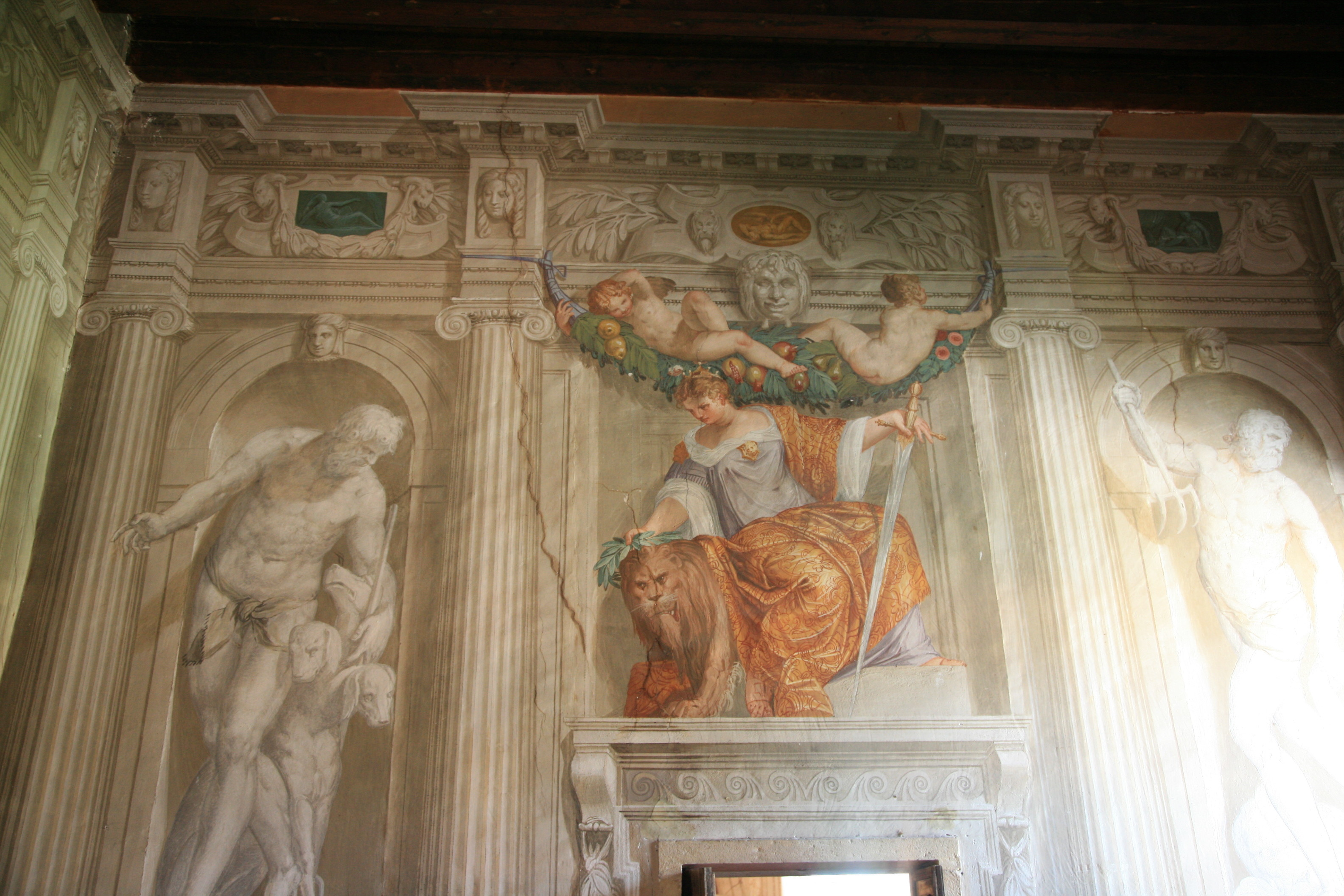
Джованні Баттіста Зелотті. Вілла Годі. Декоративна фреска
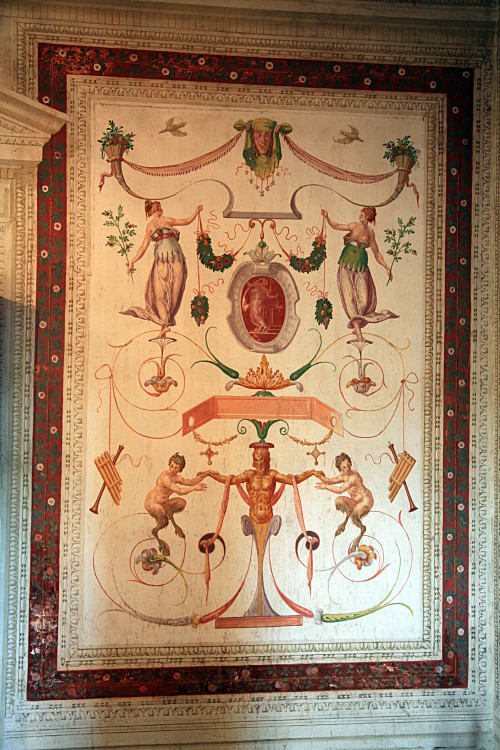
Джованні Баттіста Зелотті. Вілла Емо. Зразок гротеску

## Галерея (живопис олійними фарбами)

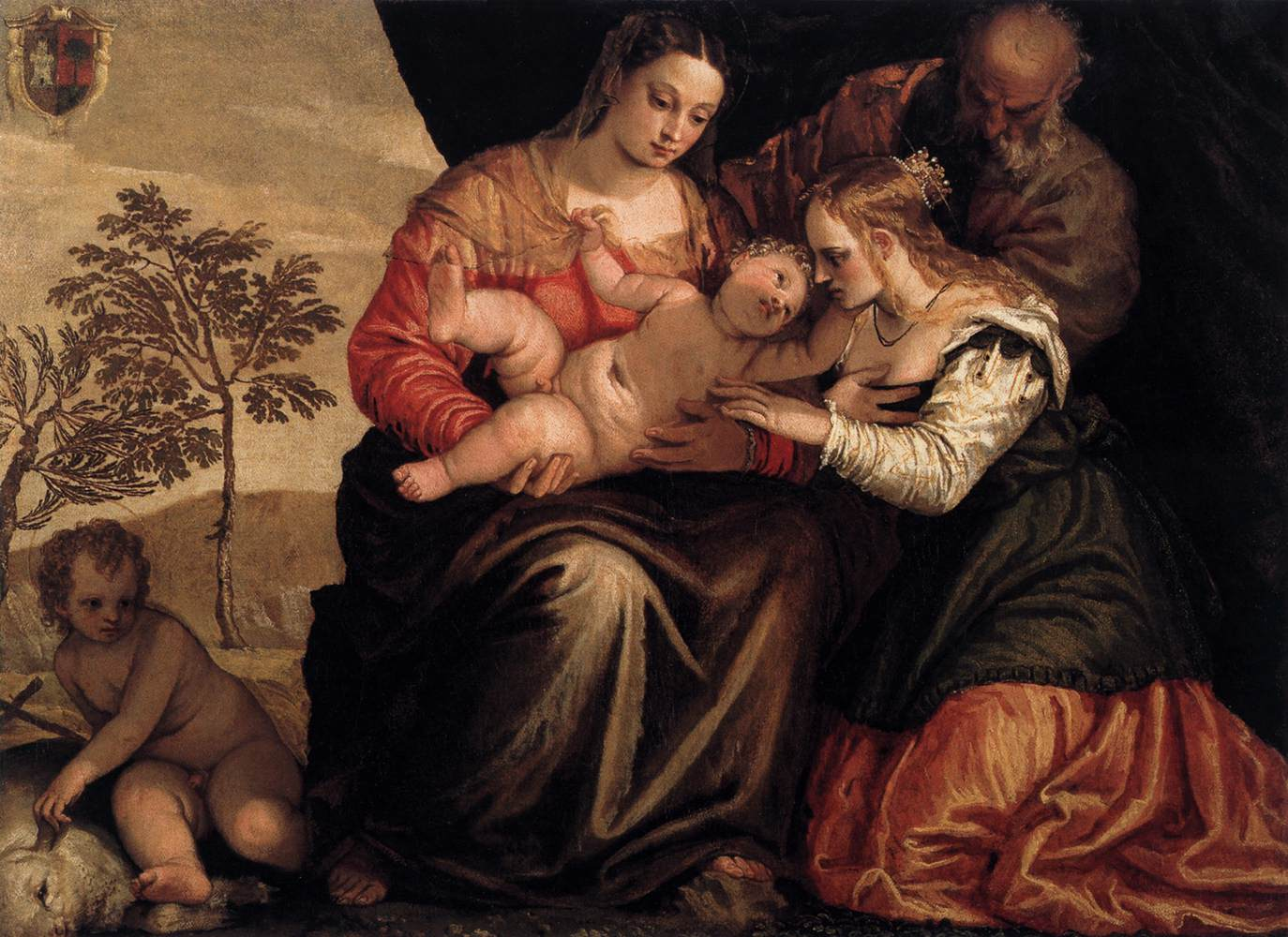
Джованні Баттіста Зелотті. «Містичні заручини Катерини Алесандрійської з католицькою церквою», 1547 р. Національний музей західноєвропейського мистецтва (Токіо)
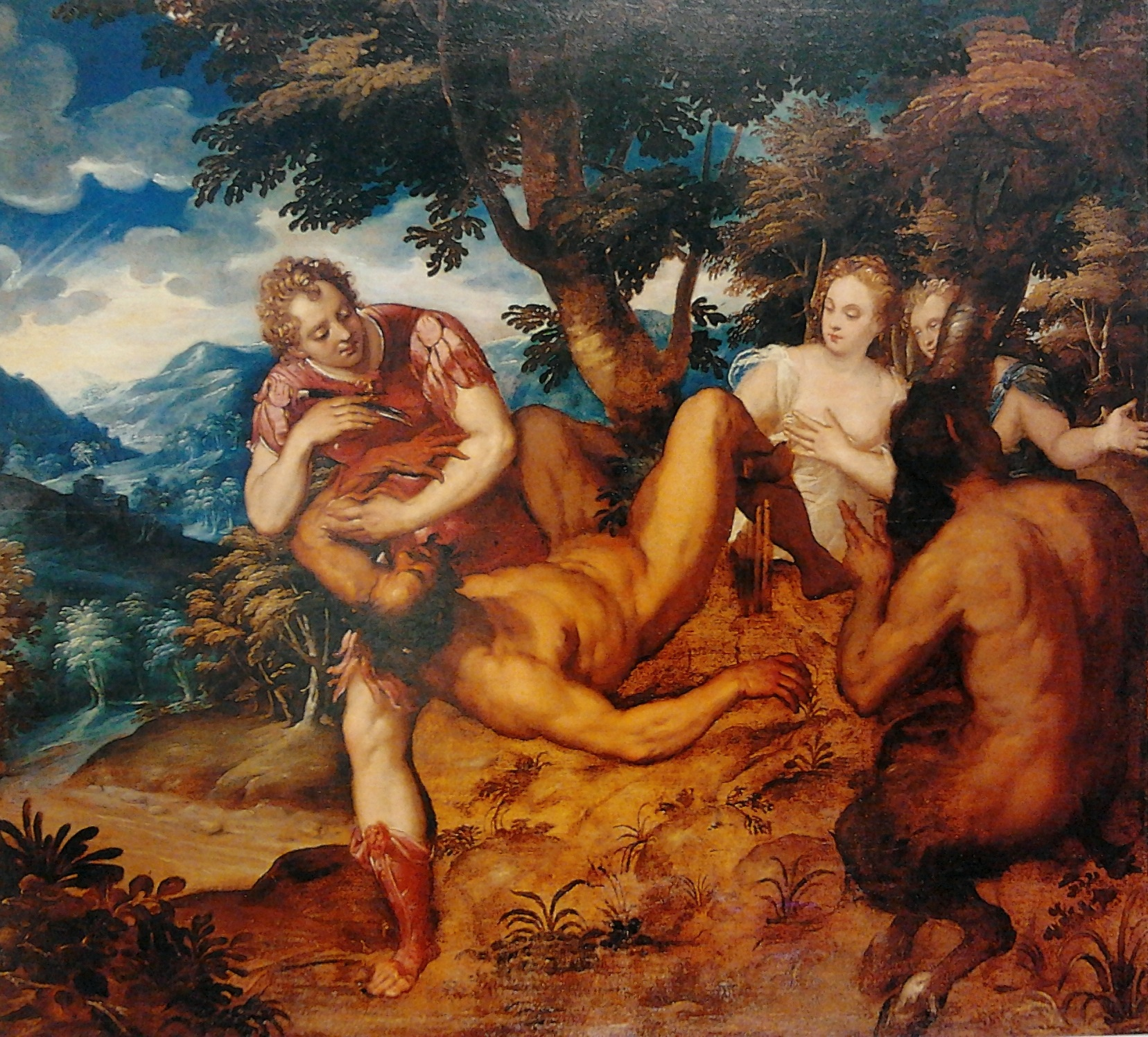
Джованні Баттіста Зелотті. «Аполлон карає Марсія за перемогу над ним у музичному змаганні», Національний музей (Варшава)
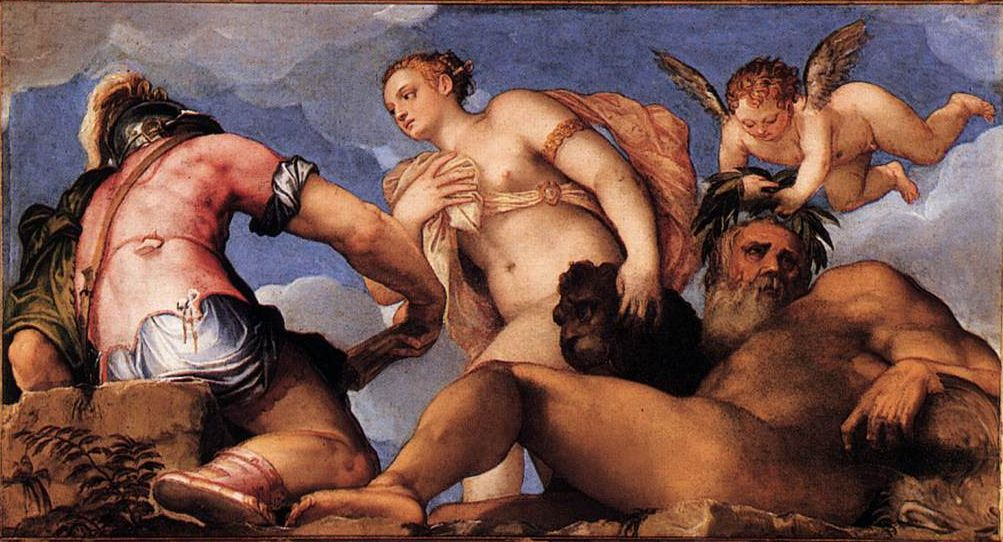
Джованні Баттіста Зелотті. «Марс, Венера і Нептун», палац дожів, Венеція
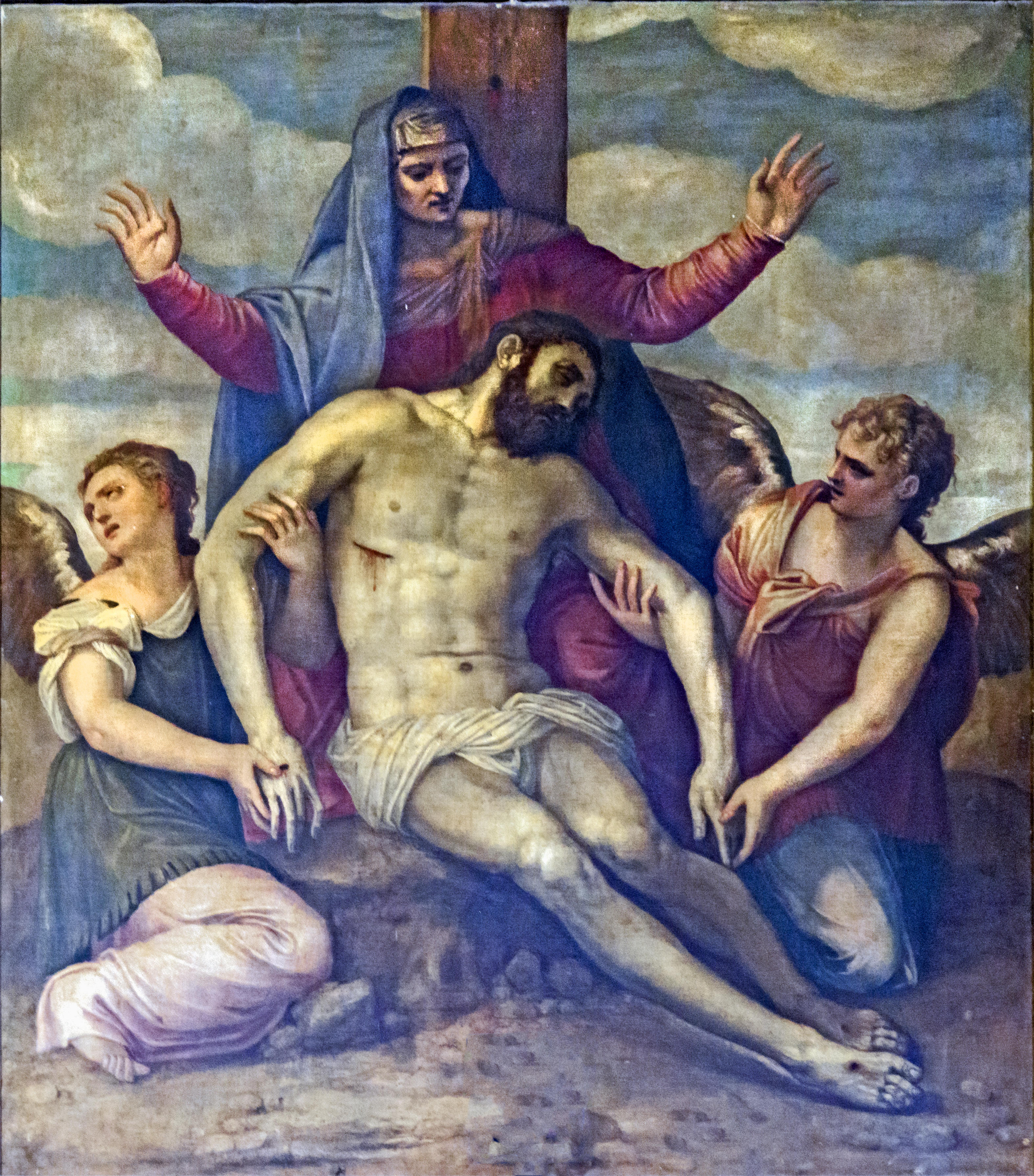
Джованні Баттіста Зелотті. «Оплакування Христа»